# Vitstrupig trastkardinal
Vitstrupig trastkardinal (Granatellus venustus) är en fågel i familjen kardinaler inom ordningen tättingar.

## Utseende och läte
Trastkardinaler är färgglada tättingar med drag av både skogssångare och trast, men som i själva verket är långstjärtade och tunnäbbade kardinaler. Hanen har en praktfull fjäderdräkt, med rött bröst och tydlig svartvit huvudteckning. Honfärgade fåglar ses oftare och är mer svårbestämda. Noterbart är beigefärgat på ansikte och bröst med utstickande mörkt öga, mestadels gråaktig ovansida och vitkantad stjärt.

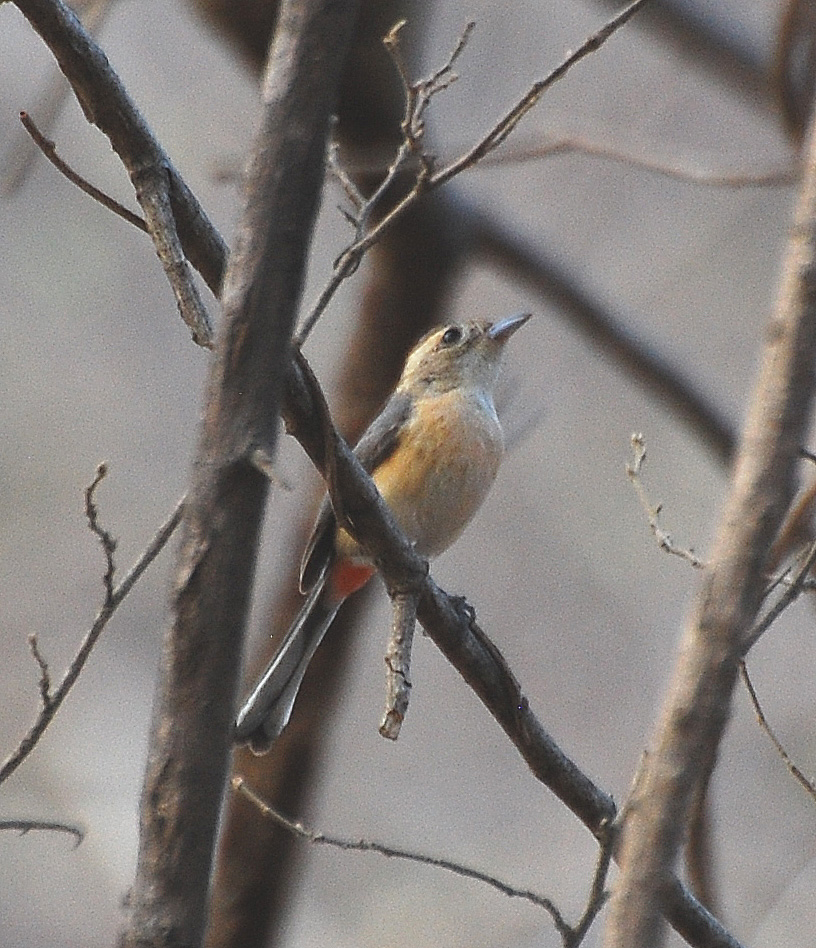
Honfärgad fågel.

## Utbredning och systematik
Vitstrupig trastkardinal delas in i två distinkta underarter med följande utbredning:
- Granatellus venustus venustus – förekommer vid kusten i västra Mexiko (norra Sinaloa till Chiapas).
- Granatellus venustus francescae – förekommer på Isla María Madre (Islas Marías utanför västra Mexiko).

Sedan 2016 urskiljer Birdlife International och naturvårdsunionen IUCN francescae som den egna arten "maríastrastkardinal".

### Familjetillhörighet
Trastkardinalerna behandlades fram tills nyligen som en del av familjen skogssångare (Parulidae), då med det svenska trivialnamnet rödskvättor. Genetiska studier visar dock att de tillhör kardinalerna.

## Levnadssätt
Vitstrupig trastkardinal hittas i tropiska skogar i låglänta områden och lägre bergstrakter. Där hoppar den omkring lågt i snårig undervegetation, ofta spridande och knyckande på sin långa stjärt. 

## Status
IUCN bedömer hotstatus för de båda underarterna (eller arterna) var för sig, venustus som livskraftig, francescae som nära hotad.